# V.A.N
V.A.N è un singolo del gruppo musicale statunitense Bad Omens e della cantante statunitense Poppy, pubblicato il 24 gennaio 2024 come primo estratto dalla colonna sonora dei Bad Omens Concrete Jungle (The OST).

## Descrizione
Si tratta di un brano prettamente industrial metal interamente cantato da Poppy, la quale alterna uno stile prevalentemente melodico e una sezione in screaming nel breakdown. Riguardo alla genesi del brano, il frontman dei Bad Omens Noah Sebastian (che ha ricoperto il ruolo di autore e produttore, senza contribuire ad alcuna parte vocale) ha dichiarato:

## Video musicale
Il video, diffuso nello stesso giorno attraverso il canale YouTube della Sumerian Records, è stato diretto da Garrett Nicholson e Poppy su una sceneggiatura scritta anche da Noah Sebastian e mostra Poppy tenuta prigioniera in un laboratorio dove viene sottoposta a svariati esperimenti scientifici, liberandosi successivamente e scatenando una furia omicida.

## Tracce
Testi e musiche di Michael Taylor, Noah Sebastian e Joakim Karlsson.
1. V.A.N – 4:34

## Classifiche
| Classifica (2024)                | Posizione massima |
| -------------------------------- | ----------------- |
| Regno Unito (rock & metal)       | 25                |
| Stati Uniti (hard rock)          | 2                 |
| Stati Uniti (mainstream rock)    | 9                 |
| Stati Uniti (rock & alternative) | 39                |